# Consejo federal de inversiones
El Consejo Federal de Inversiones (CFI) es un organismo público interestadual de Argentina fundado el 29 de agosto de 1959 tras un acuerdo entre las provincias argentinas, la Municipalidad de la Ciudad de Buenos Aires y el entonces Territorio Nacional de Tierra del Fuego, Antártida e Islas del Atlántico Sur.
Funciona como organismo permanente de investigación, coordinación y asesoramiento, encargado de brindar asistencia técnica y financiera a proyectos de las provincias argentinas con énfasis en productividad, comercio exterior, gestión de gobierno, innovación tecnológica, industrias culturales y empleos del futuro para el desarrollo integral del país.  
Desde sus inicios hasta la actualidad, la Carta de Constitución indica que son las provincias argentinas quienes definen los lineamientos estratégicos de las acciones que lleva adelante el organismo. La Secretaría General, que se ocupa de la gestión técnica y administrativa, está actualmente a cargo de Ignacio Lamothe.

## Historia
El 14 de agosto de 1958, en la Primera Conferencia de Gobernadores realizada en Buenos Aires, los mandatarios provinciales acordaron establecer un mecanismo para el desarrollo provincial. En esa oportunidad, aprobaron por unanimidad una ponencia donde se declaró la necesidad de crear el Consejo Federal de Inversiones (CFI).
El 16 de febrero de 1959 la Segunda Conferencia de Gobernadores resolvió, en Rosario, que la Comisión Preparatoria y el Plenario de Representantes contara con todas las herramientas necesarias para lograr que los Estados Provinciales fueran los verdaderos artífices de su progreso y no meros espectadores del proceso de evolución nacional.
El 29 de agosto de 1959, en la ciudad de Santa Fe, por un acuerdo de las Provincias, la Ciudad de Buenos Aires y el entonces Territorio Nacional de Tierra del Fuego, Antártida e Islas del Atlántico Sur, se crea el CFI y se aprueba su Carta de Constitución "… con el propósito de orientar las inversiones hacia todos los sectores del territorio nacional, sobre la base de las posibilidades económicas de cada región".
Desde su fundación, el organismo participó en diversos proyectos de desarrollo regional, entre los que se destacan la evaluación de los Recursos Naturales de la Argentina (1961), los estudios de impacto ambiental de la represa Yacyretá-Apipé (1979) y del proyecto Paraná Medio (1983), así como el estudio de factibilidad que precedió a la instalación del Parque Eólico Vientos de Arauco en La Rioja (2007).

## Funciones
El Consejo Federal de Inversiones (CFI) es un organismo federal dedicado al desarrollo provincial mediante la planificación de inversiones, coordinación y asesoramiento técnico. Su objetivo institucional es promover el desarrollo integral de las provincias argentinas a través de diversas herramientas técnicas y financieras.
Entre sus principales funciones se encuentran:
- Brindar asistencia técnica a las provincias en la elaboración de proyectos de inversión y colaborar en la búsqueda de financiamiento con organismos nacionales e internacionales.
- Desarrollar programas de capacitación para la gestión pública.
- Facilitar la inserción internacional de las provincias argentinas mediante el establecimiento de vínculos con actores globales.[4][5]
- Implementar instrumentos financieros para micro, pequeñas y medianas empresas de diversos sectores productivos.[6]
- Administrar líneas de crédito específicas en áreas como riego, eficiencia hídrica, energías renovables y sustentabilidad.[7]

## Autoridades
La orientación estratégica del Consejo Federal de Inversiones es definida por las Gobernadoras y los Gobernadores de las provincias argentinas.
La conducción es ejercida por la Asamblea, órgano superior integrado por representantes de cada uno de los estados signatarios, y por la Junta Permanente, como órgano ejecutivo.  
La Secretaría General tiene bajo su responsabilidad la gestión técnica y administrativa del Consejo.

## Escuela Federal de Desarrollo
La Escuela Federal de Desarrollo es una institución académica y de investigación enfocada en disciplinas relacionadas con el desarrollo federal. Ofrece formación especializada a funcionarios, técnicos e investigadores que se desempeñan en la administración pública de las provincias argentinas.
El Consejo Federal de Inversiones (CFI) implementa programas de capacitación dirigidos al fortalecimiento institucional, la gestión de políticas públicas, la innovación y el desarrollo productivo, con el propósito de desarrollar competencias en administración pública y privada.

La oferta académica de la Escuela incluye programas como: Gestión para el Desarrollo, dirigido a jóvenes con vocación de liderazgo; Especialización en Desarrollo y Políticas Públicas; Industrias Culturales e Innovación; Gestión Turística; Federalismo y Derecho Público Provincial; Gestión Integrada de los Recursos Hídricos; Mercado de Capitales e Innovación Financiera; Educación para el Trabajo, que busca conectar las realidades productivas territoriales con el ámbito educativo; y Gestión Ambiental, enfocado en políticas públicas para prácticas sostenibles y conservación de recursos naturales.
1. ↑  «Carta de Constitución del CFI».
2. 1 2  «CFI - Quiénes somos». cfi.org.ar. Consultado el 7 de marzo de 2025.
3. ↑  «CFI - Quiénes somos». cfi.org.ar. Consultado el 7 de marzo de 2025.
4. ↑  «UNESCO y el Consejo Federal de Inversiones de la Argentina (CFI) firman acuerdo de cooperación». Archivado desde el original el 28 de diciembre de 2023. Consultado el 7 de marzo de 2025.
5. ↑  REALPOLITIK.com. «Misiones apuesta al crecimiento yerbatero: Alianzas clave con el CFI para potenciar la exportación». realpolitik.com.ar. Consultado el 7 de marzo de 2025.
6. ↑  «Regreso al CFI: solicitaron 733 créditos para impulsar el desarrollo productivo en San Luis». ANSL. Consultado el 7 de marzo de 2025.
7. ↑  «Créditos Consejo Federal de Inversiones – Ministerio de Producción y Ambiente». Consultado el 7 de marzo de 2025.
8. ↑  «CFI - Escuela federal de desarrollo». cfi.org.ar. Consultado el 10 de marzo de 2025.
9. ↑  «La CNV recibió a profesionales de todo el país del programa de formación del Consejo Federal de Inversiones». Argentina.gob.ar. 14 de noviembre de 2024. Consultado el 7 de marzo de 2025.